# Wir-sind-afd.de
wir-sind-afd.de (seit Ende September 2018 das-ist-afd.de) ist eine deutsche Website, auf der Zitate von Politikern der Partei Alternative für Deutschland (AfD) wiedergegeben werden. Betrieben wird die Website von dem Berliner Informatiker Nathan Mattes. Die AfD verklagte Mattes wegen Verletzung ihres Namensrechts auf Unterlassung und verlangt die Freigabe der Domain. Die Partei hat in den ersten Instanzen gewonnen. Eine Revision zum Bundesgerichtshof wurde nicht zugelassen, Mattes hat angekündigt, dagegen in einem Revisionszulassungsverfahren vorzugehen.

## Geschichte und Inhalt
Im November 2015 ließ Nathan Mattes die Domain wir-sind-afd.de auf seinen Namen registrieren. Dem Kölner Stadtanzeiger sagte er 2018, dass ihn mehrere Besuche von Veranstaltungen führender AfD-Funktionäre und lokaler Stammtische auf die Idee gebracht hätten, „auf einer Internetseite darzustellen, wer die Menschen in der AfD eigentlich sind – über das, was sie sagen“. Im Untertitel der Seite wird die AfD als „rechtsextreme, rassistische, menschenverachtende Partei“ dargestellt. Auf der Seite wir-sind-afd.de hat Mattes zwanzig Originalzitate von AfD-Politikern mit Quellenangaben zusammengestellt, darunter zum Beispiel die Aussage des Tübinger AfD-Bundestagskandidaten Dubravko Mandic: „Von der NPD unterscheiden wir uns vornehmlich durch unser bürgerliches Unterstützerumfeld, nicht so sehr durch Inhalte“. Laut Mattes’ Anwältin Miriam Vollmer hat sich „Herr Mattes […] nicht als AfD ausgegeben.“

## Klage der AfD
Im April 2017 mahnte die AfD Mattes ab und wollte erreichen, dass er die Seite vom Netz nimmt und 1368,86 Euro bezahlt. Dem folgte Mattes nicht, woraufhin die AfD gegen ihn klagte. Die mündliche Verhandlung fand am 16. Januar 2018 statt. Das Landgericht Köln entschied am 6. Februar 2018, dass Mattes die Domain wir-sind-afd.de aufgeben müsse, weil sie das Namensrecht der AfD verletze. Das Urteil ist noch nicht rechtskräftig. Der Richter und Bürgerrechtler Ulf Buermeyer kritisierte, das Gericht habe bei dem Urteil übersehen, dass es Mattes um „Dekonstruktion der AfD durch Transparenz“ gehe. Gerade durch den Eindruck, die Seite werde von der AfD selbst gestaltet, entstehe „der Witz“. Es handele sich um einen Grenzfall, bei dem dieser Aspekt jedoch berücksichtigt werden müsse.
Mattes musste neben den Abmahnkosten rund 1500 Euro an Anwalts- und Gerichtskosten zahlen, insgesamt rund 9400 Euro. Er will nach eigener Aussage mit seinem Eintreten für die Seite deutlich machen, dass die AfD „weder Anwaltsgebühren noch Steuergelder scheut“, um kritische Stimmen mundtot zu machen, und sieht auch andere AfD-kritische Websites betroffen.
Mattes erfährt seit Bekanntwerden der Klage der AfD im Internet große Solidarität. Auf einer Spendenseite wurden bis zum 21. Februar 2018 mehr als 50.000 Euro für weitere Prozesskosten gesammelt. Alles, was von dem gespendeten Geld nicht für den Prozess verwendet wird, will Mattes an Flüchtlingshilfen spenden.

## Berufung
Am 2. März 2018 kündigte Mattes an, gegen die Entscheidung in Berufung zu gehen. In dem dann folgenden Berufungsverfahren machte das OLG Köln am 6. August in einem Hinweisbeschluss (AZ 7U85/18) deutlich, dass es die Berufung von Mattes ohne mündliche Verhandlung zurückweisen und eine Revision nicht zulassen werde. Das entsprechende Urteil erging am 27. September 2018. Daraufhin wurde die Domain abgeschaltet. Mattes’ Anwältin Vollmer kündigte am 1. Oktober ein Revisionszulassungsverfahren an, um eine Revision durch den Bundesgerichtshof zu erreichen.

## Domain das-ist-afd.de
Die beanstandete Domain wir-sind-afd.de wurde nach dem Urteil vom 27. September 2018 abgeschaltet. Der Inhalt ist seither unter das-ist-afd.de erreichbar.